# Конституция Чешской Республики
Конституция Чешской Республики (чеш. Ústava České republiky) — основной закон Чешской Республики, принятый Чешским национальным советом 16 декабря 1992 года и вступивший в силу с 1 января 1993 года. 

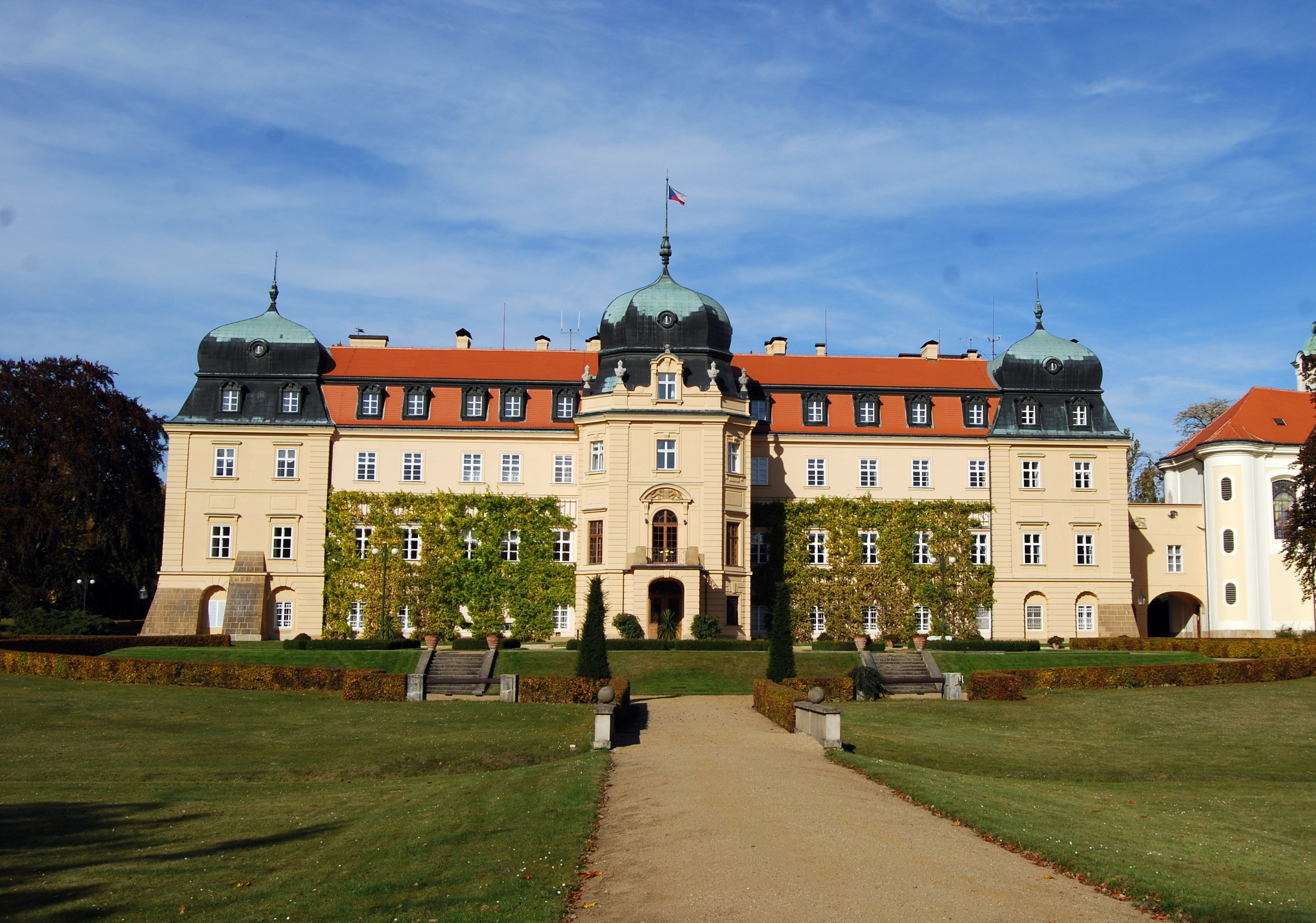
Ланский замок, в котором в декабре 1992 года обсуждалась и была принята Конституция Чехии

Конституция принята и введена в действие конституционным законом № 1/1993 Sb. и в настоящее время действует в редакции конституционных законов №№ 347/1997 Sb., 300/2000 Sb., 448/2001 Sb., 395/2001 Sb., 515/2002 Sb., 319/2009 Sb., 71/2012 Sb. и 98/2013 Sb.

## Структура
Чешская конституция состоит из Преамбулы и 8 Глав:
1. Основные положения (статьи 1—14)
2. Законодательная власть (статьи 15—53)
3. Исполнительная власть (статьи 54—80)
4. Судебная власть (статьи 81—96)
5. Верховное контрольное управление (статья 97)
6. Чешский национальный банк (статья 98)
7. Территориальное самоуправление (статьи 99—105)
8. Переходные и заключительные положения (статьи 106—113)

В соответствии со статьёй 3 Конституции, составной частью конституционной системы является Хартия основных прав и свобод, утверждённая конституционным законом № 2/1993 Sb. от 16 декабря 1992 года и действующая в редакции конституционного закона № 162/1998 Sb.

## Основные положения
Первая Глава Конституции устанавливает основы конституционного строя Чешской Республики:  

«Чешская Республика является суверенным, единым демократическим правовым государством, основанным на уважении прав и свобод человека и гражданина».— (Статья 1)
Источником государственной власти признаётся народ, устанавливается разделение властей на законодательную, исполнительную и судебную (Статья 2), гарантируется судебная защита основных прав и свобод (Статья 4) и самоуправление территориальных самоуправляющихся единиц (Статья 8). Устанавливается неделимость территории Чешской Республики (Статья 11), определяются столица государства (город Прага) и государственные символы (большой и малый государственный герб, государственные цвета, государственный флаг, штандарт президента республики, государственная печать и государственный гимн) (Статья 14).

## Законодательная власть
Согласно Главе Второй, законодательная власть в Чешской Республике принадлежит Парламенту, состоящему из двух палат – Палаты депутатов (200 депутатов) и Сената (81 сенатор). Палата депутатов избирается тайным голосованием на основе прямого избирательного права по принципу пропорционального представительства. Сенат избирается тайным голосованием на основе прямого избирательного права по принципам мажоритарной системы.
Законопроекты вносятся в Палату депутатов. Право законодательной инициативы принадлежит депутатам, группам депутатов, Сенату, Правительству и представительству территориальной самоуправляющейся единицы высшего уровня. Законопроекты о государственном бюджете и об исполнении государственного бюджета вносится Правительством Чешской Республики.
Проект закона, одобренный Палатой депутатов, передается в Сенат, где он рассматривается и по нему выносится постановление в течение 30-ти дней с момента его поступления в Сенат. Одобренные Сенатом законы подписываются председателем Палаты депутатов, Президентом Республики и Председателем Правительства. Президент имеет право вето в отношении всех законов, кроме конституционных. Палата депутатов может преодолеть вето Президента, если за возвращенный Президентом закон в неизменной редакции повторно проголосовало более половины от общего числа депутатов Палаты. Закон вступает в силу после обнародования.

## Исполнительная власть
В соответствии с Конституцией Чешской Республики, высшим органом исполнительной власти является Правительство, состоящее из председателя, заместителей председателя правительства и министров (статья 67). Правительство назначает Президент Республики с одобрения Палаты депутатов Парламента (статья 68). Правительство является ответственным перед Палатой депутатов.
Правительство наделено правом законодательной инициативы (Статьи 41—42). В соответствии со статьёй 51, принятые Парламентом законы подписываются председателем Палаты депутатов, Президентом республики и председателем Правительства.
Полномочия правительства прекращаются в случае его отставки. Правительство может подать в отставку добровольно. Правительство обязано подать в отставку, если Палата депутатов выразила ему недоверие по своей инициативе или отклонила его просьбу о выражении доверия, а также после учредительного заседания вновь избранной Палаты депутатов. Отставку Правительства принимает Президент Республики (Статьи 72—73).

## Судебная власть
«Судебную власть осуществляют именем республики независимые суды».— (Статья 81)
Статья 82 Конституции устанавливает независимость судей при исполнении своих функций. Судья не может быть без его согласия отозван с занимаемой должности или переведен в другой суд. 
Система судов состоит из Верховного суда, Верховного административного суда, высших, областных и районных судов (Статья 91). Верховный суд является высшим судебным органом по делам общей юрисдикции (Статья 92). Судьи назначаются Президентом Республики пожизненно и приступают к исполнению обязанностей после принесения присяги (Статья 93).
Для судебной защиты конституционности учрежден Конституционный суд (Статья 83), состоящий из 15 судей, назначаемых Президентом Республики с согласия Сената сроком на 10 лет (Статья 84). Судьи Конституционного суда обладают иммунитетом от уголовного преследования, который может быть отменён только Сенатом (Статья 86). Подведомственность Конституционного суда определена Статьёй 87, к ней, в частности, относится принятие решений о полной или частичной отмене противоречащих конституционному закону или международному договору законов и иных правовых актов, решений по конституционным жалобам органов территориального самоуправления на незаконное вмешательство государства.

## Верховное контрольное управление
Согласно Статье 97, Верховное контрольное управление является независимым органом, осуществляющим контроль за хозяйственным использованием государственного имущества и исполнением государственного бюджета. Президент и вице-президент Верховного контрольного управления назначаются Президентом Республики по предложению Палаты депутатов Парламента.

## Чешский национальный банк
Чешский национальный банк, согласно Статье 98, является центральным банком Чешской Республики, обеспечивающим стабильность валюты. Вмешательство в деятельность Чешского национального банка допускается только на основании закона.

## Территориальное самоуправление
В соответствии с положениями Статьи 99, основной территориальной самоуправляющейся единицей Чешской Республики является община (чеш. obce), а территориальной самоуправляющейся единицей более высокого уровня — край. Территориальные самоуправляющиеся единицы признаются территориальными объединениями граждан, имеющими право на самоуправление (Статья 100). Государство вправе вмешиваться в деятельность территориальных самоуправляющихся единиц, только в целях охраны закона, и только в установленном законом порядке.